# Katharina von Tecklenburg

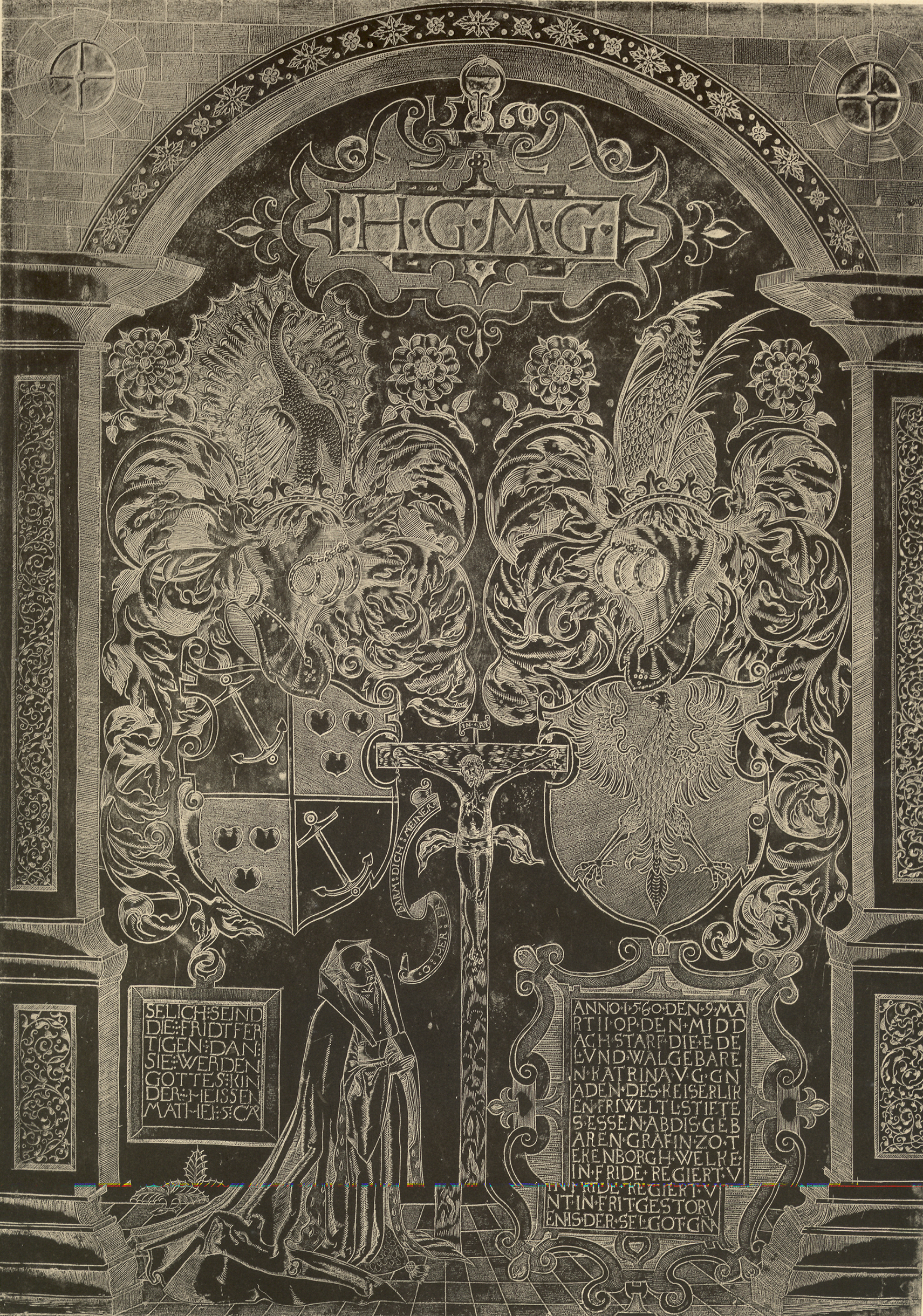
Epitaph der Katharina von Tecklenburg

Katharina von Tecklenburg (* 31. Dezember 1517; † 9. März 1560 in Essen) war von 1551 bis zu ihrem Tode Fürstäbtissin des Stifts Essen.
Katharina war die zweitjüngste Tochter des Grafen Otto VIII. von Tecklenburg und seiner Gemahlin Irmgard von Rietberg. Katharina bekam bereits 1522 im Alter von fünf Jahren eine Präbende im Stift Essen. 1551 wurde sie Äbtissin. Katharinas Amtszeit wird in den Quellen zwiespältig beurteilt, was an der konfessionellen Situation im Stift Essen liegen kann. Ob Katharina als Äbtissin des nominell katholischen Stiftes dem katholischen Glauben anhing, ist nicht bekannt und zweifelhaft. Ihr Vater bekannte sich ab 1527 zur lutherischen Konfession, ihr Bruder Konrad von Tecklenburg-Schwerin, der dolle Cord, war einer der Anführer des Schmalkaldischen Bundes. Der Essener Kanoniker Nünning urteilte über sie, aufgrund ihrer schlechten Ratgeber habe sich die Stadt Essen landeshoheitliche Rechte wie der Besteuerung des Klerus aneignen können. Das auf Katharinas Grabinschrift wiedergegebene Motto H.G.M.G (Herr Gott mir gnädig) stamme aus der Zeit, als sie erkannt habe, was ihre Politik angerichtet habe.
Tatsächlich versuchte Katharina wohl, das Verhältnis zwischen den Konfessionen durch einen Vertrag, den sogenannten Tecklenburger Vergleich, zu regeln. Dieser wurde allerdings von den Ständen nicht ratifiziert, doch der konfessionelle Konflikt zwischen dem katholischen Stift und der zum Protestantismus neigenden Stadt sollte sich erst nach ihrem Tod verschärfen. Zu Katharinas schlechtem Ansehen in den katholischen Quellen dürfte beigetragen haben, dass sie für zwanzig Jahre die Einkünfte aus der Frühmessenstiftung der städtischen Schule zuwies und damit den Kanonikern entzog.

## Epitaph
Katharina starb am 9. März 1560 und wurde vor dem Katharinenaltar des Essener Münsters begraben. Ihr Epitaph, das 1947 entwendet wurde, war eine gravierte Bronzetafel von 78 cm Höhe und 57 cm Breite. Es zeigte, gerahmt von zwei, einen Bogen stützenden Pilastern, die Wappen ihrer Eltern, dazwischen ein Kruzifix mit der davor knienden Äbtissin, flankiert von zwei Schrifttafeln. Die linke Schrifttafel zitiert die Seligpreisung der Friedfertigen aus der Bergpredigt, die rechte teilt dem Betrachter mit: Anno 1560 den 9 Martii op den middach starf die edel und walgebaren katrina v. g. gnaden des keiserlich freiweltl. stifftes essen abis, gebaren grafin zo tekenborgh, welke im fride regiert unt in frit gestorven is, der sel got gnade.